# Familiocentryzm
Familiocentryzm – sprowadzanie wszystkich najważniejszych więzi, doświadczeń i przeżyć ludzi do rodziny, jej nadwartościowywanie, za cenę odsuwania na bok lub lekceważenia, lub nawet zwalczania innych aspektów i pasji ludzkiego życia (głównie w wymiarze jednostkowym). Familiocentryzm odbija się niekorzystnie na rodzinie i małżeństwie, nadwartościowując je powoduje iż ich członkowie oczekują od nich za dużo. Im więcej oczekują tym szybciej narasta rozczarowanie.
Z punktu widzenia indywiduum rodzina pełni wobec niego funkcję służebną. Traktowanie rodziny jako wartości samej w sobie nie jest poprawne. Nie samo przetrwanie małżeństwa czy rodziny może być celem w życiu, lecz jakość życia osób będących w związku małżeńskim czy rodzinie.
Rodzina jest ważnym środowiskiem rozwoju człowieka, ale nie jedynym i nie przez cały okres jego życia. Są i inne ważne więzi: przyjacielska, rówieśnicza, partnerska, zadaniowa, intymna, nie mówiąc o pasjach poznawczych, estetycznych itp. Z obserwacji i badań wynika, że do więzi rodzinnej i małżeńskiej, dla zdrowia psychosomatycznego i poczucia zadowolenia z życia ważniejsza jest więź przyjacielska. 